# Sono sempre i sogni a dare forma al mondo
Sono sempre i sogni a dare forma al mondo è un singolo del cantautore italiano Ligabue, il sesto estratto dal decimo album in studio Mondovisione e pubblicato il 28 novembre 2014.

## Video musicale
Il videoclip del brano affronta il tema della violenza sulle donne in particolare, dando spazio anche ai "sogni" di un bambino e di altra gente.

## Classifiche
| Classifica (2014) | Posizione massima |
| ----------------- | ----------------- |
| Italia            | 46                |